# Liste der Monuments historiques in Soulignac
Die Liste der Monuments historiques in Soulignac führt die Monuments historiques in der französischen Gemeinde Soulignac auf.

## Liste der Bauwerke
| Bezeichnung     | Beschreibung              | Standort | Kennzeichnung | Schutzstatus | Datum | Bild |
| --------------- | ------------------------- | -------- | ------------- | ------------ | ----- | ---- |
| Kirche St-Genès | Erbaut im 16. Jahrhundert | (Lage)   | PA00083842    | Inscrit      | 1925  |      |